# Paratomoxioda evanescens
Paratomoxioda evanescens es una especie de coleóptero de la familia Mordellidae.

## Distribución geográfica
Habita en Túnez.